# Dom Felixów w Katowicach
Dom Łucji i Dawida Felixów w Katowicach – modernistyczna kamienica mieszkalna położona przy ulicy Podchorążych 3 w Katowicach, w dzielnicy Śródmieście. Wybudowana w 1936 lub 1937 roku, prawdopodobnie według projektu Filipa Brennera.

## Historia
Dom ten należał pierwotnie do Łucji i Dawida Felixów. Sam projekt się nie zachował do czasów współczesnych, natomiast z korespondencji właściciela z Policją Budowlaną wynika, że został on przesłany do zatwierdzenia 13 czerwca 1936 roku. Budynek został ukończony w tym samym roku bądź rok później. Za projekt domu odpowiada prawdopodobnie Filip Brenner.
Dom Felixów jest ujęty w gminnej ewidencji zabytków miasta Katowice. Dodatkowo budynek ujęty jest w strefie ochrony konserwatorskiej, ustalonej na podstawie przepisów miejscowego planu zagospodarowania przestrzennego uchwalonego dla obszaru w rejonie kamienicy 28 maja 2014 roku. Budynek ten jest częścią katowickiego Szlaku Moderny, składającego się łącznie z 16 budynków. Według stanu z początku września 2021 roku, przy ulicy Podchorążych 3 w systemie REGON było zarejestrowanych 8 przedsiębiorstw.

## Architektura

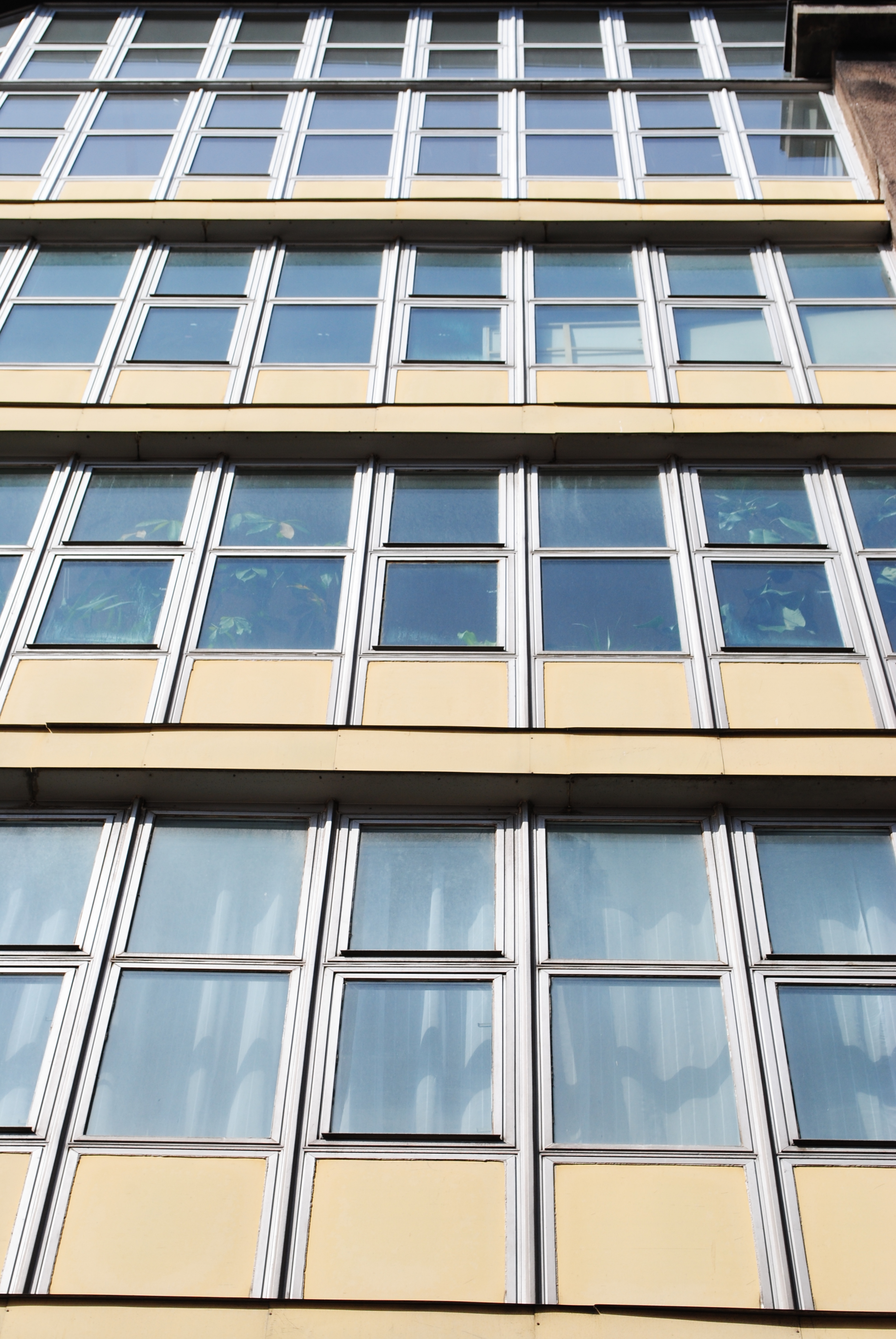
Fragment ryzalitu

Kamienica została wybudowana w stylu modernistycznym na planie wielokąta, w przybliżeniu w kształcie litery L. Powierzchnia zabudowy budynku wynosi 493 m², natomiast powierzchnia użytkowa wynosi 1 999,29 m². Jest on pokryty płaskim dachem. Ma 6 kondygnacji nadziemnych oraz 1 podziemną. Charakterystycznym elementem bryły budynku jest przebiegający przez wszystkie kondygnacje (prócz poziomu parteru), w pełni przeszklony, zaokrąglony ryzalit, który mieści ogród zimowy. Ryzalit ten węższym bokiem jest dostawiony do właściwej bryły gmachu. Szklane tafle ryzalitu są oddzielone od siebie białymi poprzeczkami i na czterech dolnych kondygnacjach układają się w trzy rzędy. Na najwyższej kondygnacji ryzalitu znajduje się pięć rzędów przeszkleń, z czego dwa dodatkowe sięgają powyżej linii gzymsu najniższej ściany budynku. Rząd dolny przeszkleń na wszystkich kondygnacjach pomalowany jest w dwóch kolorach: boki na żółto, natomiast w zaokrąglonej części na bordowo.
Pomiędzy ryzalitem a elewacją boczną mieszczą się szerokie balkony o pełnych obudowach. Boki balkonów są zaokrąglone, a na lewo od nich znajdują się rzędy trzech prostokątnych okien, dzielonych pionowymi poprzeczkami. Od strony frontu na ścianie mieszczą się po cztery okna w rzędzie, z czego na ostatniej kondygnacji są one mniejsze. Na froncie, w zagłębieniu znajdują się drzwi. Po prawej stronie elewacji mieści się wnęka ciągnąca się przez wszystkie kondygnacje, w których ulokowano balkony. Na parterze pod ryzalitem znajduje się dodatkowo niewielkie, okrągłe okno.